# InfoK
L'InfoK és un informatiu dirigit a nens i joves que emet Televisió de Catalunya, al canal SX3 (originàriament al K3). Un projecte de Joan Carreras, el primer programa es va emetre el dilluns 23 d'abril del 2001, el mateix dia que començaven les emissions del desaparegut K3. La primera presentadora va ser la periodista Núria Solé. A diferència d'altres informatius, està adaptat per als nens. Hi ha notícies que estan relacionades amb els interessos i els valors dels nens de l'actualitat. El divendres 20 de febrer del 2009 va celebrar l'emissió número 1.500. El seu horari d'emissió, actualment (2020), és a les 20 h. Des de setembre del 2020 la presentadora es Núria Vilanova. El 23 d'abril de 2021 l'Info K va complir 20 anys ininterromputs d'emissió.

## Cronologia de presentadors
1. Núria Solé Pérez (2001-2003)[3]
2. Manel Alías Tort (2003-2006)[3]
3. Anna Arboix (2006-2007)[3]
4. Lluís Marquina i Jordi Bentanachs (2007-2009)[3]
5. Mireia Segú Soliva (2009-2011)[3]
6. Jordi Gil Pajares (2011-2015)[3]
7. Laia Servera Zamora (2016-2020)[3]
8. Núria Vilanova (2020-)[3]

## Premis i reconeixements
- 2006 - Premi Hola Família.[4]
- 2016 - Premi anual al periodisme social en televisió.[5]
- 2016 - Premi "Ciencia en Acción".[6]
- 2017 - Premi Marta Mata, atorgat per l'Associació de Mestres Rosa Sensat.[7]
- 2020 - Premi Comte Jaume d'Urgell, atorgat per l'Ajuntament de Balaguer (ex aequo amb Maria del Mar Bonet).[8]
- 2020 Premi Nacional de Comunicació (apartat Televisió).